# Błahodatiwka (obwód charkowski)
Błahodatiwka (ukr. Благодатівка) – wieś na Ukrainie, w obwodzie charkowskim, w rejonie kupiańskim. W 2001 liczyła 351 mieszkańców, spośród których 317 posługiwało się językiem ukraińskim, a 34 rosyjskim.